# Revijski orkester Divertimento
Revijski orkester Divertimento, je slovenski plesni orkester, ustanovljen leta 2005. Zametki orkestra segajo v leto 1996. Do leta 2008 ga je vodil pianist in skladatelj Andrej Goričar, njegovo mesto pa je nato prevzel pianist in dirigent Tadej Horvat.

## Zgodovina orkestra Divertimento
Orkester je bil ustanovljen leta 2005. Pod vodstvom prof. Andreja Goričarja. Njegovi zametki segajo v leto 1995, ko je Andrej Goričar civilno služil vojaški rok v Jegličevem dijaškem domu v Zavodu sv. Stanislava v Šentvidu nad Ljubljano. Zbral je skupino mladih dijakov (eni prvih so bili Veronika Emeršič, Tomaž Malej, Tomaž Pisk, Maja Pavšič) in začel z manjšo instrumentalno skupino. Z naslednjim šolskim letom leta 1996 se je v Zavodu sv. Stanislava ustanovila glasbena šola v kateri je prof. Andrej Goričar je prevzel mesto ravnatelja. Orkester je takrat deloval še v okviru Jegličevega dijaškega doma in se je na srečanju mladih v Stični prvič predstavil širši javnosti. S pomočjo glasbene šole in zaposlenih v Zavodu sv. Stanislava orkester pridobil na kvaliteti in na številu članov, glasbeni repertoar se je bogatil. V letih od 1996 do 2001 je orkester izvedel več prvih kompozicij prof. Andreja Goričarja. Med boljšimi je bila glasbena pravljica Čarobne gosli, ki je bila izvedena skupaj z dramsko skupino Jegličevega dijaškega doma. V tem času je prof. Andrej Goričar spisal tudi transkribcije del F. Liszta (Totentaz, izveden s pianistko Jano Kastelic, učenko Eve Kvartič), Clauda Debussyja (Dr. Gradus ad Parnassum, Golliwagov Cakewalk, Mali zamorec, Deklica z lanenimi lasmi, Preludij) in P. I. Čajkovskega (Napolitanski ples, Španski ples) za mali orkester. 
Svoj nepričakovani sloves pa si je orkester pridobil z igranjem na klasičnih plesih (prvi ples je potekal v dvorani Zavoda sv. Stanislava, pomladi leta 1998). Od takrat dalje je orkester Jegličevega dijaškega doma gostoval na več krajih po sloveniji, pa tudi v tujini (plesi v Zavodu sv. Stanislava, Gimnaziji Želimlje, v Dijaškem domu Tabor, v Trstu, koncerti na Prevaljah, na srečanju mladih v Stični, v Mariboru, koncertiral na gostovanju v Firencah (april 2001) ter tekmoval v Liechensteinu).
V letu 2002 je orkester prenehal z delovanjem. Prof. Andrej Goričar je takrat zapustil mesto ravnatelja glasbene šole v Zavodu sv. Stanislava in začel delovati kot samostojni kulturni delavec na področju glasbe. 
V času brez plesov in druženja je v orkestraših vedno močneje tlela želja po novih plesih in koncertih. Po treh letih premora je orkester spet zaživel...

## Revijski orkester Divertimento
Ustanovljeno je bilo kulturno društvo Divertimento (Divertimento, kulturno društvo) Ustanovni sestanek je potekal v Kitajski restavraciji, kjer je orkester navadno zaključil šolsko leto. 
Ustanovni člani so (prof. Andrej Goričar, Anže Cigoj, Luka Planinc, Primož Hladnik, Maja Pavšič - zapisnikarka ustanovnega sestanka, Andraž Krznar, Blaž Jarc, Andrej Eržen, Nina Mikuš in še nekateri drugi člani orkestra). Po ustanovnem sestanku smo zbirali predloge za ime orkestra. Izglasovano je bilo ime Divertimento, ki izraža mladostnost, poskočnost in raznolikost, muzikalnost in lahkotnost. 
Čez poletje leta 2005 so imeli orkestraši čas za razmislek ter za nabor nekdanjih in novih članov orkestra Divertimento, urejanje administrativnih del glede registracije društva, določanje sedeža društva, registracijo spletne domene in podobno. 

## Plesi in koncerti kronološko
1996
1997
1998
1999
2000
2001
- 6.7. April, Firence (Villa di Poggio Imeriale)

2002
2006
- 25. februar, Ples poslikanih lic, Poljane nad Škofjo Loko
- 13. maj, Festivalna dvorana